# 1851 în literatură
Anul 1851 în literatură a implicat o serie de evenimente și cărți noi semnificative.  

## Cărți noi
- Jules Amédée Barbey d'Aurevilly - Une Vieille Maltresse
- George Henry Borrow - Lavengro
- Elizabeth Gaskell - Cranford
- Nathaniel Hawthorne - The House of the Seven Gables
- Gottfried Keller - Der Grüne Heinrich
- Sheridan Le Fanu - The Watcher
- Herman Melville  - Moby-Dick
- John Ruskin - The King of the Golden River
- Francisco de Paula Mellado - Enciclopedia moderna